# Туризам у Паризу
Туризам у Паризу је главни извор прихода. Париз је 2020. године примио 12,6 милиона посетилаца, мерено боравцима у хотелима, што је пад од 73% у односу на 2019. годину, због короне.  Музеји су поново отворени 2021. године, са ограничењем броја посетилаца у исто време и захтевом да посетиоци носе маске.
У 2018. години, 17,95 милиона међународних туриста који су преноћили посетило је град, углавном због разгледања и куповине. 

## Туристичке атракције

### Ајфелова кула
Ајфелова кула је призната као универзални симбол Париза и Француске. Првобитно су га дизајнирали Емил Ноугуијер и Маурице Коелин. У марту 1885. године, Гистав Ајфел, познат првенствено као успешан инжењер гвожђа, поднео је план за торањ француском Министарству трговине и индустрије.  Пријавио се на конкурс за студенте који студирају на универзитету. Ајфелова је била једна од преко 100 пријава. Ајфелов предлог је коначно изабран у јуну 1886. Ајфелова кула је коначно свечано отворена 31. марта 1889. године.  Тренутно, око 6,9 милиона људи посети Ајфелов торањ сваке године. 

### Центар Жорж Помпиду
Центар Жорж Помпиду је званично отворио председник Валери Жискар д'Естен 31. јануара 1977. године.  Дизајнери Помпидуа су Ренцо Пјано, Ричард Роџерс и Питер Рајс.  Центар Помпиду је од 1977. године имао преко 150 милиона посетилаца  Унутрашња обнова је углавном урађена да би се зграда омогућила да се носи са притиском све већег броја посетилаца. Реновирањем је такође развијен капацитет центра да угости сценске уметности и повећан простор за излагање Музеја модерне уметности. 

### Тријумфална капија
Тријумфална капија је један од најпознатијих споменика у Паризу. Налази се у центру на западном крају Јелисејских поља.  Не треба га мешати са мањим луком, Тријумфалном капијом Карусел, који се налази западно од Лувра. Тријумфална капија одаје почаст онима који су се борили и погинули за Француску у Француским револуционарним и Наполеоновим ратовима, са именима свих француских победа и генерала исписаним на унутрашњој и спољашњој површини. Испод његовог свода налази се Гроб непознатог војника из Првог светског рата. 

### Музеј Орсе
Музеј Орсе је музеј уметности на левој обали Сене, првобитно изграђен као железничка станица касних 1890-их година.  Музеј је отворен 1986. године и излаже уметничка дела од 1848. до 1914. са нагласком на француски импресионизам.   

### Музеј Лувр
Палата Лувр, првобитно изграђена као средњовековна тврђава 1190. године од стране краља Филипа Другог Августа, трансформисана је од стране узастопних влада. Од Француске револуције, у њему се налази Музеј Лувр, један од највећих музеја западног света.  У њему се налазе неки од најпопуларнијих и културно етничких облика уметности.  Нека од најпознатијих уметничких дела у Лувру су Мона Лиза Леонарда да Винчија, Милоска Венера, Ника са Самотраке, Слобода која води народ и Умирући роб Микеланђела.

### Нотр Дам
Нотр Дам је највећа катедрала у Паризу. Почео је да га гради 1163. године Морис де Сули, тада именовани бискуп Париза.  Било је потребно више од 100 година да се у потпуности изгради. Саграђена је у част Богородице, чиме је постала епископска црква, канонска црква и крстионица.  Ово је један од главних симбола Париза. 

### Сакре кер
Секре кер је римокатоличка базилика која је саграђена 1914. и освећена 1919. године.  Налази се на највећој надморској висини у Паризу, на Монмартру. У цркви се налази један од највећих светских мозаика Исуса Христа, раширених руку. Базилика је подигнута у част 58.000 живота изгубљених у француско-пруском рату 1870. године.  Пол Абади, победник конкурса за проналажење правог архитектонског дизајна, био је архитекта за базилику. 

### The Musée du Quai Branly
The Musée du Quai Branly је музеј у Паризу, који представља аутохтону уметност, културе и цивилизације из Африке, Азије, Океаније и Америке. Добио је име по својој локацији на кеју Бранли, који је добио име по физичару Едуару Бранлију.

### Јелисејска поља
Авенија Јелисејска поља је улица са биоскопима, кафићима, луксузним специјализованим продавницама и ошишаним стаблима дивљег кестена. Око 7 милиона људи годишње посети Јелисејска поља. Јелисејска поља су вероватно једна од најпознатијих светских улица и једна од најскупљих трака некретнина на свету.  Неколико француских споменика се такође налази на улици, укључујући Тријумфалну капију и Трг Конкорд. 

### Палата инвалида
Палата инвалида, званично познат као „L'Hôtel national des Invalides” је комплекс зграда у 7. арондисману, који садржи музеје и споменике, који се сви односе на војну историју Француске, као и болница и дом пензионера за ратне ветеране.

### Сен Шапел
Сен Шапел је краљевска средњовековна готичка капела на острву Сите у срцу Париза, Француска. Започета нешто после 1239. и освећена 26. априла 1248. године.  Сматра се међу највишим достигнућима Рајонантског периода готичке архитектуре. Његово подизање наручио је француски краљ Луј Девети Свети како би се сместила његова збирка моштију страсти, укључујући Христову круну од трња - једну од најважнијих реликвија у средњовековном хришћанству. Иако је оштећена током Француске револуције, и рестаурирана у 19. веку.

### Дизниленд Париз
Дизниленд је забавни парк у париском региону. То је најпопуларнији забавни парк у Европи по рекордној посећености.

### Cité des Sciences et de l'Industrie
Cité des Sciences et de l'Industrie је највећи научни музеј у Европи.  Смештен је у парку Вилет у Паризу, налази се у срцу Културног центра науке, технологије и индустрије, центра који промовише науку и научну културу. Око пет милиона људи посети Cité сваке године. Атракције укључују планетаријум, подморницу, ИМАКС позориште и посебне просторе за децу и тинејџере.